# آنهماس
آنهماس (به پرتغالی: Anhumas) یک منطقهٔ مسکونی در برزیل است که در ایالت سائو پائولو واقع شده‌است. آنهماس ۳۲۱ کیلومتر مربع مساحت و ۳٬۹۹۹ نفر جمعیت دارد.